# Charadrius forbesi
El chorlitejo de Forbes (Charadrius forbesi) es una especie de ave caradriforme de la familia Charadriidae propia de África occidental y central. Su nombre deriva del zoólogo británico William Alexander Forbes.

## Descripción
Los adultos miden aproximadamente 20 cm de longitud. Poseen alas y cola largas.
Tiene las partes superiores de un color marrón y la parte inferior de un color blanco, con bandas negras en la zona del pecho. En la cabeza presenta el píleo marrón, el rostro de color gris y una lista superciliar blanca que termina en el cuello. El ojo está rodeado por anillo ocular rojo. Ambos sexos son de aspecto similar.
Los adultos fuera de la época de cría tienen las líneas del pecho de un tono pardo oscuro. Los jóvenes son como estos adultos, pero de tonos más apagados.

## Hábitat
Vive principalmente en la zona de África occidental y central, en ríos del interior y lagos. En la estación húmeda permanecen en la naturaleza y en la estación seca se trasladan a las praderas, incluso cerca de aeropuertos y en campos de golf. Ocasionalmente se han visto en embalses y piscinas.

## Reproducción y comportamiento
Su nido está hecho de pastos y piedras. Se reproducen en la estación húmeda.
Suelen ser solitarios, aunque pueden formar pequeños grupos. Su llamado suele ser un peee-oo.

## Alimentación
Comen insectos, gusanos y otros invertebrados.